# Lintot-les-Bois
Lintot-les-Bois – miejscowość i gmina we Francji, w regionie Normandia, w departamencie Sekwana Nadmorska.
Według danych na rok 1990 gminę zamieszkiwało 176 osób, a gęstość zaludnienia wynosiła 63 osoby/km² (wśród 1421 gmin Górnej Normandii Lintot-les-Bois plasuje się na 725. miejscu pod względem liczby ludności, natomiast pod względem powierzchni na miejscu 854.).